# Bumble Boogie
Pour plus de détails, voir Fiche technique et Distribution.
Bumble Boogie est un court métrage d'animation américain réalisé par Walt Disney Productions, sorti initialement le 27 mai 1948, comme une séquence du film Mélodie Cocktail,,.

## Synopsis
Une mouche vit un véritable cauchemar fantaisiste sur une musique jouée par Freddy Martin et son orchestre.

## Fiche technique
- Titre original : Bumble Boogie
- Producteur : Walt Disney
- Production : Walt Disney Productions
- Distributeur : Buena Vista Pictures
- Date de sortie : Dans Mélodie cocktail : 27 mai 1948
- Format d'image : Couleur (Technicolor)
- Son : Mono
- Durée : 3 minutes
- Langue : anglais
- Pays d'origine :  États-Unis
- Genre : court métrage de dessin animé comique

## Commentaires
Bumble Boogie est une interprétation jazzy du Vol du bourdon de Nikolaï Rimski-Korsakov par Freddy Martin, son orchestre et Jack Fina au piano. D'après le narrateur du long métrage Mélodie Cocktail qui comprend ce segment, cette œuvre est un « cauchemar instrumental » qu'une mouche permet de visualiser dans un monde musical surréaliste. L'insecte est ainsi pourchassé par les marteaux du piano volant aux travers de nombreux motifs musicaux. Parmi les productions musicales en animation de Disney, Cette séquence rejoint la séquence surréaliste After You've Gone de La Boîte à musique,, et Toccata et Fugue en ré mineur de Fantasia inspirée du travail de l'artiste abstrait allemand Oskar Fischinger.
John Grant redéfinit cette rencontre surréaliste entre animation et musique mais ne mentionne pas les précédents du studio. Il rappelle la présence de Salvador Dalí collaborant alors sur le projet Destino. Jerry Beck considère Bumble Boogie comme dépassant la séquence des éléphants roses de Dumbo (1941), qu'il ajoute à la liste de séquence surréaliste. Pour Grant, le personnage principal est une abeille, et non une mouche, et elle est soit paranoïaque soit le monde qui l'entoure lui en veut réellement. Grant perçoit dans la globalité du film du génie avec des moments forts comme le surréalisme de Bumble Boogie ou les effets spéciaux de C'est la faute à la Samba.
Dave Smith précise que Jack Fina joue au piano. Les segments À la gloire d'un arbre et Bumble Boogie ont été édités ensemble sous le titre Contrasts in Rhythm le 11 mars 1955.
Le court métrage est intégré dans l'épisode Magic and Music diffusé en 1958 dans Disneyland au côté de C'est un souvenir de décembre, lui aussi issu de Mélodie Cocktail (1948) et la séquence Symphonie Pastorale de Fantasia (1940).